# Teredo navalis
Teredo navalis este o specie de scoică de apă sărată, o moluscă marină bivalvă din familia Teredinidae a viermilor care atacă lemnul navelor. Această specie este specia tip a genului Teredo. Ca și alte specii din această familie, această moluscă bivalvă este numită vierme, pentru că seamănă cu un vierme după aspectul general, în timp ce la capătul anterior are o cochilie mică, cu două supape specializate în sfredelirea lemnului.
Această specie își avea originea în nord-estul Oceanului Atlantic, dar s-a răspândit în întreaga lume. Ea sapă tuneluri în lemnul aflat sub apă și este o cauză majoră a deteriorării și distrugerii structurilor submarine din lemn și ale carenelor bărcilor din lemn.

## Distribuție și habitat
Teredo navalis se găsește în mările și oceanele temperate și tropicale din întreaga lume. Ar putea avea originea în nord-estul Oceanului Atlantic, dar este dificil să se stabilească de unde provine inițial, deoarece s-a răspândit eficient în întreaga lume. Se găsește în zona litorală, trăind în interiorul lemnului scufundat, al pilonilor și în carenele bărcilor de lemn. Este găsită în apele salmastre, precum și în largul mării, și are o toleranță la salinitate care variază de la cinci la treizeci și cinci de părți la mie. Este, de asemenea, tolerantă la o gamă largă de temperaturi. Indivizii au supraviețuit temperaturilor de maxim 30°C (86°F) și de minim 1°C (34°F), deși creșterea și reproducerea sunt limitate la intervalul cuprins între 11°C (52°F) și 25°C (77°F). De asemenea, poate trăi fără aer timp de aproximativ 6 săptămâni, utilizându-și rezervele de glicogen stocate. Dispersarea în habitate noi are loc atât în timpul stadiului larvar, prin purtarea de către curenți a bucăților de lemn, cât și prin intermediul ambarcațiunilor de lemn. În Marea Baltică au avut loc mai multe migrații în masă în anii 1930 și 1950.

## Efecte economice

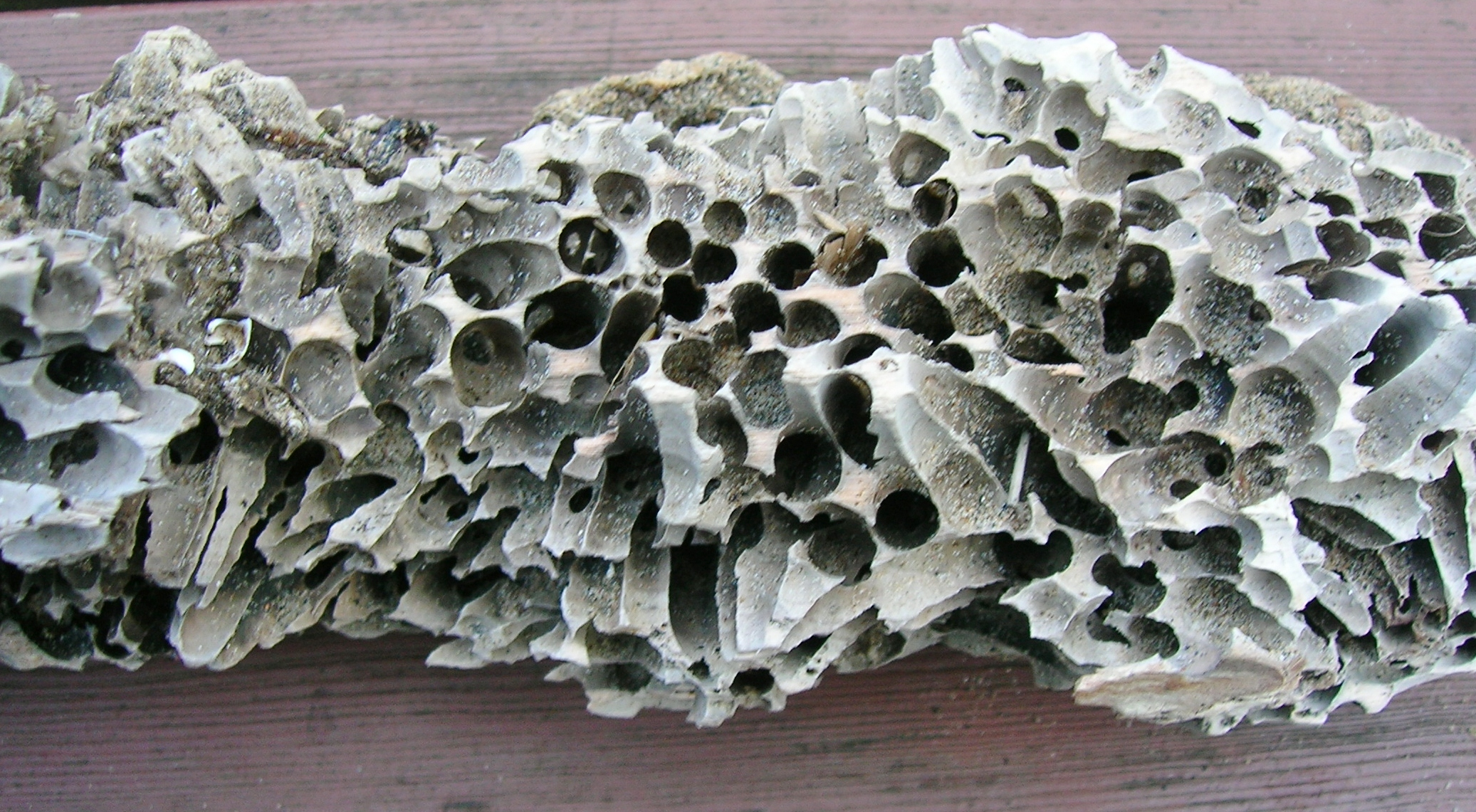
Distrugerea de către molusca Teredo a unei ramuri de copac.

Teredo navalis este un dăunător foarte distructiv al lemnului submersibil. În Marea Baltică, pinii pot ajunge plini de tuneluri dacă se află în apă timp de 16 săptămâni și stejari în timp de 32 de săptămâni, iar copaci întregi cu diametru de 30 cm sunt complet distruși în termen de un an. Cheresteaua navelor este atacată, epavele distruse și structurile de apărare maritimă deteriorate. În jurul anului 1730, în Țările de Jos, s-a descoperit că viermii au slăbit grav digurile din lemn și pentru a preveni erodarea digurilor și inundațiile ulterioare au trebuit înlocuite cu pietre grele, transportate cu mare cheltuială. . Sosirea viermilor în golful San Francisco, în jurul anului 1920, a determinat distrugerea masivă a pontoanelor și docurilor porturilor. Moluștele s-au răspândit în Oceanul Pacific, unde marea sa toleranță la nivelurile scăzute de salinitate a provocat daune în zonele neafectate anterior.
În secolul al XVIII-lea Marina Regală Britanică a recurs la placarea cu cupru a fundului navelor sale în încercarea de a preveni daunele cauzate de această moluscă.
Nici un tratament chimic al lemnului pentru a preveni atacarea sa de Teredo navalis nu a fost încununat complet de succes. Experimentele realizate de olandezi în secolul al XIX-lea au dovedit ineficiența uleiului de in, a vopselei metalizate, a sticlei pulverizate, a carbonizării (de exemplu, prin arderea straturilor exterioare ale lemnului), precum și a oricăror biocide, cum ar fi arsenatul de cupru cromat. Ei au încercat, de asemenea, să acopere pilonii de lemn cu cuie de fier aranjate precis, dar acest lucru nu a avut un efect de durată. În 1878 s-a descoperit că creozotul era un mijloc eficient de descurajare, deși pentru a funcționa cel mai bine trebuia să fie aplicat pe lemn moale de rășinoase, cum ar fi pinul; pentru a avea efect pe lemn mai dur, cum ar fi stejarul, trebuia să se asigure că lemnul era complet pătruns de creozot. Epavele scufundate au fost protejate prin împachetarea lor în ambalaje geotextile pentru a oferi o barieră fizică față de larve. Nu a fost găsită nicio soluție permanentă.